# Пёстрые птицы-носороги
Пёстрые птицы-носороги, или птицы-носороги, или гребненосые птицы-носороги (лат. Anthracoceros), — род птиц из семейства птиц-носорогов (Bucerotidae).
Распространение представителей этого рода ограничивается Африкой и Азией. Клюв птиц часто имеет форму шлема или рога.
Птицы откладывают яйца в дуплах деревьев, причём сразу после кладки яиц самка изнутри, а самец снаружи замуровывают вход в дупло глиной, землёй и собственным помётом, оставляя небольшую щель, через которую самец снабжает самку и птенцов пищей. По причине длительного нахождения в дупле самка, после того, как покидает его, не способна некоторое время летать.

## Классификация
Международный союз орнитологов включает в состав рода пять видов:
- Anthracoceros marchei Oustalet, 1885 — Палаванская птица-носорог
- Anthracoceros albirostris (Shaw, 1808) — Малабарская птица-носорог
- Anthracoceros coronatus (Boddaert, 1783) — Индийская птица-носорог
- Anthracoceros montani (Oustalet, 1880) — Сулуанская птица-носорог
- Anthracoceros malayanus (Raffles, 1822) — Чёрная птица-носорог